# Paratheocris mimetica
Paratheocris mimetica är en skalbaggsart som först beskrevs av Aurivillius 1907.  Paratheocris mimetica ingår i släktet Paratheocris och familjen långhorningar.
Artens utbredningsområde är Gabon. Inga underarter finns listade i Catalogue of Life.